# DMTF1
DMTF1‏ (Cyclin D binding myb like transcription factor 1) هوَ بروتين يُشَفر بواسطة جين DMTF1 في الإنسان.